# Erschallet, ihr Lieder, erklinget, ihr Saiten! BWV 172

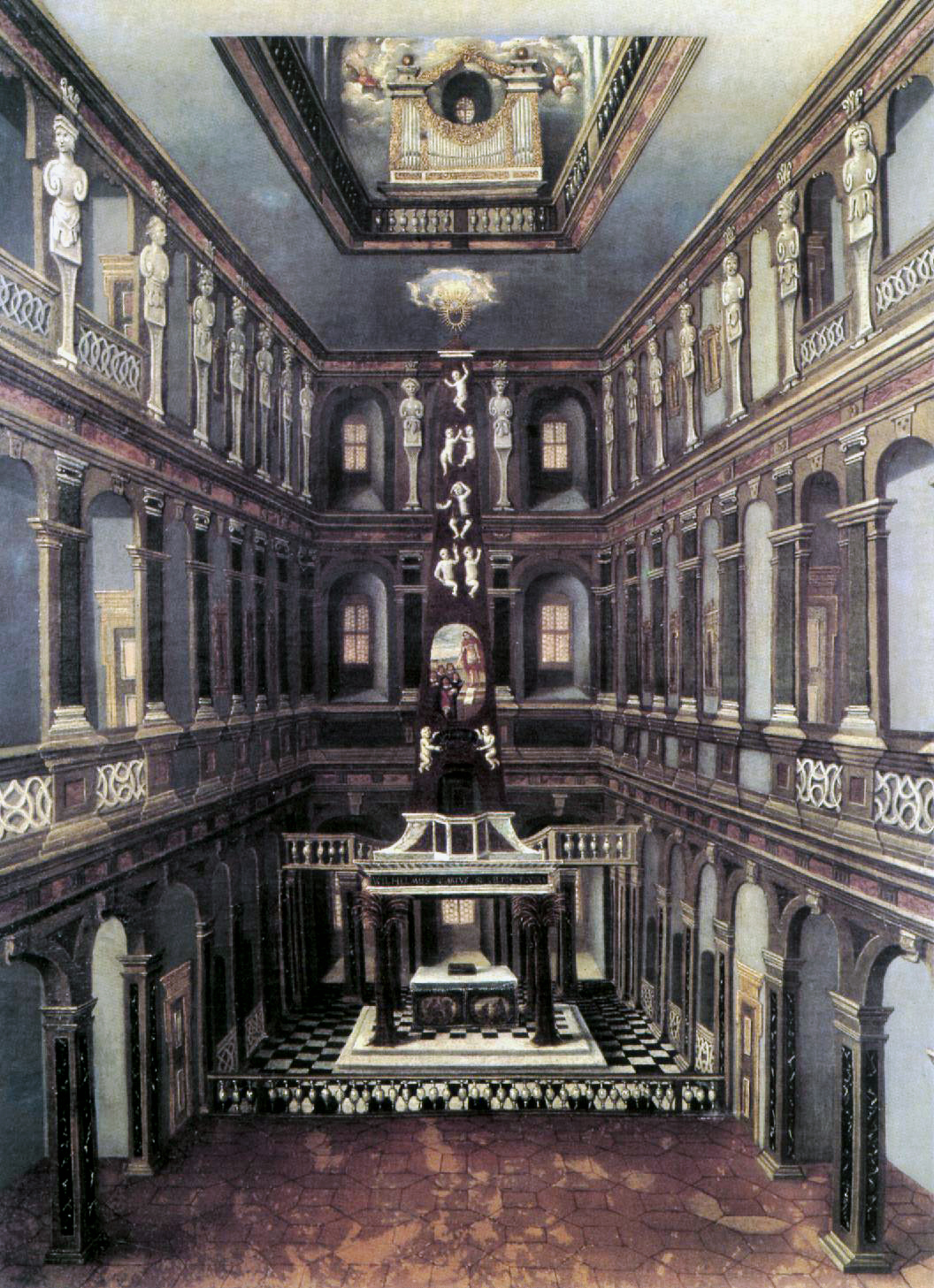
Igreja do castelo em Weimar

Erschallet, ihr Lieder, erklinget, ihr Saiten! (Retumbem, suas canções, soem, suas cordas!) (Versão portuguesa: Cantai-lhe louvores), BWV 172, é uma cantata sacra de Johann Sebastian Bach, escrita para o domingo de Pentecostes, que estreou no dia 20 de maio de 1714 na igreja do castelo de Weimar, Alemanha.

## Historia
Em Weimar, Bach era organista da corte do Príncipe João Ernsto de Saxônia-Weimar (Johann Ernst von Sachsen-Weimar). No dia 2 de março 1714 ele foi promovido para ser Spalla da orquestra, uma honra que implicou o dever de escrever por més uma cantata para a igreja do castelo. A terceira cantata dessa série é Erschallet, ihr Lieder. O texto parece ser de Salomon Franck, porque se acham várias analogias no texto com outras cantatas desse poeta como o típico verso bíblico no segundo movimento e árias sem recitativos e diálogos em duetos. Para mais apresentações em outros anos Bach mudou a tonalidade de C para D e trocou o oboé pelo órgão. Bach, evidentemente, gostou muito da cantata.

## Partitura, texto e estrutura
A cantata é escrito para coro soprano, contralto, tenor e baixo, respectivos solistas, e uma orquestra festiva de três trombetas em C (ou D), timpanos, cordas com primeiros e segundos violinos, primeiras e segundas violas, violoncelo e contrabaixo, oboé ou órgão, fagote e na versão mais tarde também flauta traversa. Os textos dos movimentos 1, 3, 4 e 5 são atribuidos a Salomon Franck. O recitativo é do Evangelho segundo João 14,23 Wer mich liebet, der wird mein Wort halten... (Quem me ama, guardará a minha palavra...). O movimento 5 é um dueto da alma (soprano) com o Espírito Santo (contralto), ao que se junta o oboé ou órgão citando o hino de Pentecostes Komm, Heiliger Geist, Herre Gott, de Martinho Lutero, uma versão modernizada do canto gregoriano Veni Creator Spiritus. O sexto movimento é um verso do hino Wie schön leuchtet der Morgenstern de Philipp Nicolai.
1. Coro: Erschallet, ihr Lieder, erklinget, ihr Saiten
2. Recitativo (bass): Wer mich liebet, der wird mein Wort halten
3. Aria (bass, trumpets & timpani): Heiligste Dreieinigkeit
4. Aria (tenor, strings): O Seelenparadies
5. Aria (soprano – Soul, alto – Spirit, oboe, cello): Komm, laß mich nicht länger warten
6. Chorale (violin): Von Gott kömmt mir ein Freudenschein
7. Repetição do Coro inicial

## Gravações
- J.S. Bach: Cantatas BWV 68 & BWV 172, Klaus Martin Ziegler, Kassel Vocal Ensemble, Deutsche Bachsolisten, Ursula Buckel, Irma Keller, Theo Altmeyer, Jakob Stämpfli, Cantate / Nonesuch, Mid 1960s?
- Cantatas BWV 172 & BWV 78, Erhard Mauersberger, Thomanerchor, Gewandhausorchester Leipzig, Adele Stolte, Annelies Burmeister, Peter Schreier,  Theo Adam, Eterna, 1970
- Cantatas. Selections (BWV 172–175), Helmuth Rilling, Frankfurter Kantorei, Bach-Collegium Stuttgart,  Eva Csapò, Doris Soffel, Adalbert Kraus,  Wolfgang Schöne, Hänssler, 1975
- J.S. Bach Das Kantatenwerk, Hans-Joachim Rotzsch, Thomanerchor, Gewandhausorchester Leipzig, Arleen Augér, Ortrun Wenkel, Peter Schreier, Theo Adam, Berlin Classics 1981[4]
- J.S. Bach: Das Kantatenwerk - Sacred Cantatas Vol. 9, Gustav Leonhardt, Knabenchor Hannover (chorus master Heinz Hennig), Collegium Vocale Gent, Leonhardt Consort, Matthias Echternach (soloist of the Knabenchor Hannover), Paul Esswood, Marius van Altena, Max van Egmond, Teldec 1987
- J.S. Bach: Complete Cantatas Vol. 2, Ton Koopman, Amsterdam Baroque Orchestra & Choir, Barbara Schlick, Kai Wessel, Christoph Prégardien, Klaus Mertens, Antoine Marchand 1995
- Bach Cantatas Vol. 26, John Eliot Gardiner, Monteverdi Choir, English Baroque Soloists, Lisa Larsson, Derek Lee Ragin, Christoph Genz, Panajotis Iconomou, Soli Deo Gloria 2000 review classical net
- Thomanerchor Leipzig, conductor Georg Christoph Biller, St. Thomas, 2009[5]

## References
1. ↑  Cantata No. 172, "Erschallet, ihr Lieder," BWV 172 allmusic
2. 1 2 3  Alfred Dürr. 1971. "Die Kantaten von Johann Sebastian Bach", Bärenreiter (in German)
3. ↑  Complete Cantatas Vol. 2 Christoph Wolff sobre Volume 2 da gravação de Koopman
4. ↑  Johann Sebastian Bach - Legendary Recordings review including BWV 172, 2007
5. ↑  Thomanerchor Leipzig on the website of St. Thomas Church

## Links
- Cantata BWV 172 Erschallet, ihr Lieder, erklinget, ihr Saiten em bach-cantatas website (em inglês
- Cantatas, BWV 171-180: partituras livres no International Music Score Library Project.
- German text and English translation, Emmanuel Music
- Erschallet, ihr Lieder, erklinget, ihr Saiten em Bach website (em alemão)
- Entries for BWV 172 em WorldCat
- Site em português sobre a Cantata 172
- Texto e tradução para o português da Cantata 172